# Monochamus masaoi
Monochamus masaoi là một loài bọ cánh cứng trong họ Cerambycidae.